# Алиоски, Эзджан
Эзджан (Езган) Алио́ски (макед. Езѓан Алиоски; род. 12 февраля 1992, Прилеп) — македонский футболист албанского происхождения, полузащитник саудовского клуба «Аль-Ахли» и сборной Северной Македонии.

## Клубная карьера
Алиоски — воспитанник швейцарского клуба «Янг Бойз». Из-за высокой конкуренции он выступал только за команду дублёров. Летом 2013 года Алиоски для получения игровой практики перешёл в «Шаффхаузен». 15 июля в матче против «Вентитура» он дебютировал в Челлендж-лиге. 30 ноября в поединке против «Кьяссо» Эзджан забил свой первый гол за «Шаффхаузен». В начале 2016 года Алиоски на правах аренды перешёл в «Лугано». 13 февраля в матче против «Туна» он дебютировал в швейцарской Суперлиге. 11 мая в поединке против «Цюриха» Эзджан забил свой первый гол за Лугано. По окончании сезона клуб выкупил трансфер игрока. 9 апреля 2017 года в матче против «Сьона» Алиоски сделал хет-трик. По итогам сезона он с 16 мячами стал лучшим бомбардиром команды.
Летом 2017 года Алиоски перешёл в английский «Лидс Юнайтед». 6 августа в матче против «Болтон Уондерерс» он дебютировал в Чемпионшипе. 26 августа в поединке против «Ноттингем Форест» Эзджан забил свой первый гол за «Лидс Юнайтед».
29 июля 2021 года подписал контракт с саудовским клубом «Аль-Ахли» из Джидды.
2 августа 2022 года Алиоски был арендован «Фенербахче» на 1 год.

## Международная карьера
Эзджан имеет албанское происхождение, и имел возможность выступать за сборную Албании, но выбрал сборную Северной Македонии; страны, в которой родился.
Алиоски представлял Северную Македонию на различных молодежных уровнях и 11 октября 2013 года в отборочном матче чемпионата Европы против сборной Уэльса дебютировал за основную сборную Северной Македонии. 6 сентября 2016 года в отборочном матче чемпионата мира 2018 против сборной Албании он забил свой первый гол за национальную команду.

### Голы за сборную Северной Македонии
| #   | Дата            | Место                                                                | Противник   | Счёт | Результат | Соревнование                       |
| --- | --------------- | -------------------------------------------------------------------- | ----------- | ---- | --------- | ---------------------------------- |
| 01. | 6 сентября 2016 | Лоро Боричи, Шкодер, Албания                                         | Албания     | 1:1  | 2:1       | Чемпионат мира 2018 квалификация   |
| 02. | 6 сентября 2018 | Виктория, Гибралтар, Гибралтар                                       | Гибралтар   | 0:2  | 0:2       | Лига наций УЕФА 2018/2019          |
| 03. | 9 сентября 2018 | Национальная арена Филипп II Македонский, Скопье, Македония          | Армения     | 2:0  | 2:0       | Лига наций УЕФА 2018/2019          |
| 04. | 13 октября 2018 | Национальная арена Филипп II Македонский, Скопье, Македония          | Лихтенштейн | 4:1  | 4:1       | Лига наций УЕФА 2018/2019          |
| 05. | 21 марта 2019   | Национальная арена Филипп II Македонский, Скопье, Северная Македония | Латвия      | 1:0  | 3:1       | Чемпионат Европы 2020 квалификация |
| 06. | 5 сентября 2020 | Национальная арена Тоше Проески, Скопье, Северная Македония          | Армения     | 1:0  | 2:1       | Лига наций УЕФА 2020/2021          |
| 07. | 14 октября 2020 | Национальная арена Тоше Проески, Скопье, Северная Македония          | Грузия      | 1:1  | 1:1       | Лига наций УЕФА 2020/2021          |
| 08. | 4 июня 2021     | Национальная арена Тоше Проески, Скопье, Северная Македония          | Казахстан   | 1:0  | 4:0       | Товарищеский матч                  |
| 09. | 17 июня 2021    | Национальный стадион, Бухарест, Румыния                              | Украина     | 1:2  | 1:2       | Чемпионат Европы 2020              |